# TorvehallerneKBH
|  | For andre betydninger, se Torvehallerne |
TorvehallerneKBH, eller blot Torvehallerne, er et fødevaremarked beliggende på Israels Plads i hjertet af København. Det består af mere end 55 stader, fordelt på to haller og en åben markedsplads. I hal 1 findes delikatesser fra bl.a. oste- og fiskehandlere samt slagtere. Hal 2 huser primært bagerier, kaffebryggere og chokoladebutikker. Midt på torvet er en grønthandler, der hver dag stiller op med frugt og grønt samt en blomsterhandler.
I løbet af året arrangerer TorvehallerneKBH forskellige arrangementer som torvemarkeder, madfestival, Bastilledagen, DM i gløgg og andre sæsonaktiviteter.
TorvehallerneKBH åbnede i 2011 på det sted, hvor Københavns Grøntorv tidligere lå. Hallerne ejes af Jeudan, og blev tegnet af Arkitekturværkstedet ApS ved arkitekt Hans Peter Hagens.